# Comic Valkyrie
Comic Valkyrie (コミックヴァルキリー, Komikku Varukiri) é uma revista japonesa de mangá seinen com histórias de ficção científicae fantasia publicada pela Kill Time Communication. Tem como publico alvo pessoas do sexo masculino. Na época em que foi lançado o Anime News Network classificou como sendo uma revista de batalha bishōjo. Refletindo a grande proporção das histórias envolvendo mulheres lindas e atraentes em cenários de combate, aventura, fantasias futurísticas e fantasias adultas. muitos mangás lançados na "Comic Valkyrie" depois são publicados em tankōbon com a marca "Comic Valkyrie". A revista é publicada em formato B5 e vendido a cada dois meses no dia vinte e sete por 650 Yens.

## Séries atuais
| Título da série                                                      | Autor         | Início            |
| -------------------------------------------------------------------- | ------------- | ----------------- |
| Freezing (フリージング)                                              | Im Dal Young  | Janeiro de 2007   |
| Himekishi ga Classmate! The Comic (姫騎士がクラスメート！ THE COMIC) | EKZ           | Maio de 2015      |
| Himekishi-san to Orc (姫騎士さんとオーク)                            | BLZ           | Março de 2015     |
| Maou no Hajimekata: The Comic (魔王の始め方 THE COMIC)               | Yakan Warau   | Fevereiro de 2015 |
| Nekomimi Gakuen Yorozuya (ねこみみ学園よろずや)                      | Kagura Yuuki  | 2010              |
| Ninmusu! (NINむすっ!)                                                | Yuumi Kaduaki | Novembro de 2009  |
| Shishunki na Adam: Evil Eyes (思春期なアダム EVIL EYES)              | Sakaki Kasa   | Julho de 2012     |
| Ziggurat (Ziggurat)                                                  | MISS BLACK    | Maio de 2009      |

## Séries finalizadas
- Bakunetsu Sentouki
- BLANGEL
- Chinju no Mori no Unicorn
- Dream Hunter Rem Alternative
- Endless Eden
- Enma no Hanayome to Kimetsukerareta Fukou na Ore no Jinsei Keikaku
- Freezing Zero
- Freezing First Chronicle
- Freezing Pair Love Stories
- Gaia Kitan
- Infinite Blade
- Koimoku
- Megamix
- Mitsurugi Haruka Kiki Ippatsu
- Mnemosyne  Mnemosyne no Musume-tachi
- Onihime VS
- Princess Lover - Pure My Heart
- Rose x Marie
- Seigi Kenkyuukai Serenade
- Shoujo Gensou Necrophilia
- Walkure Romanze  Shoujo Kishi Monogatari
- Wrestle Idol
- Wrestle The Under Ground
- Yankano